# Ordine presidenziale del Botswana
L'Ordine Presidenziale del Botswana è il principale ordine cavalleresco conferito dal Botswana.

## Storia
L'Ordine venne istituito per premiare quanti avessero contribuito in patria o all'estero al bene della nazione. Data la sua natura di ordine supremo esso viene conferito di diritto a tutti i presidenti della Repubblica del Botswana e può essere concesso ai capi di Stato stranieri in segno di amicizia.

## Insegne
Il nastro è azzurro con una striscia bianca al centro, caricata di una più piccola di colore blu scuro.